# 长腕和尚蟹
长腕和尚蟹（学名：Mictyris longicarpus）为和尚蟹科和尚蟹属的动物。分布于日本、新喀里多尼亚、塔斯马尼亚、澳大利亚、菲律宾、马来群岛、新加坡、尼科巴、安达曼、台湾岛以及中国大陆的广西、广东、福建等地，生活环境为海水，主要生活于河口的泥滩上。